# Ueki no Hōsoku
Ueki no Hōsoku (うえきの法則 lit. La ley de Ueki?), conocida en español como La ley de Ueki, es una serie de manga escrita e ilustrada por Tsubasa Fukuchi. El manga fue publicado en la revista Shūkan Shōnen Sunday y luego recopilado en 16 volúmenes. En 2005, una secuela titulada The Law of Ueki Plus (うえきの法則プラス Ueki no Hōsoku PURASU?) fue publicada también en Shūkan Shōnen Sunday. El manga ha sido licenciado en España por la editorial Ivrea. Fue adaptada a una serie de anime con 51 episodios, producida por Studio DEEN y transmitida por la cadena TV Tokyo.

## Argumento
Kōsuke Ueki es un chico normal que vive en Japón, vive una vida normal, amigos normales, etc. Un día, un nuevo profesor, el profesor Kobayashi (Kobasen), se interesa en Ueki tras conocer su sentido de la justicia. Tras esto, le revela a Ueki su verdadera identidad; Kobayashi es un candidato a Dios, y para conseguir el puesto, debe elegir a un estudiante para que le represente como tal en un torneo donde todos los estudiantes elegidos por los candidatos a Dios deberán enfrentarse. Así, Kobayashi le da a Ueki el poder de convertir la basura en árboles, con el que deberá luchar y saber usar inteligentemente. Y así, fue como comenzó la nueva vida de Ueki.

## Personajes

### Principales
Kōsuke Ueki (植木 耕助 Ueki Kōsuke?)
Fue elegido por Kobayashi por su sentido de la justicia. Se une a los "10 de Robert" con el fin de derrotarlos pero luego, al iniciar la segunda ronda crea su propio grupo formado por: Mori, Sano, Rinko, Hideyoshi y Tenko.Su segundo nivel es el de devolver a su estado original el poder del adversario. Ueki es un elegido y puede también usar sus tesoros sagrados.
Ai Mori (森 あい Mori Ai?)
Originalmente no tiene ningún poder, pero ayuda a Ueki e intenta dar lo mejor de sí y su valentía. A media temporada se le concede un poder aunque tardará mucho tiempo en saber cual es: el "poder de convertir a los demás en unos amantes de las gafas", hasta tal punto de dar la vida por ellas.
Kobayashi (小林?) o Kobasen (コバセン?)
Es quien le otorgó los poderes a Ueki. Es enviado al infierno por interferir en el combate de Ueki con Robert al salvar a Ueki de una caída mortal, Es candidato a Dios Supremo.
Sei'ichirō Sano (佐野 清一郎 Sano Sei'ichirō?)
Tiene el "Poder para convertir toallas en metal". Tiene que aguantar la respiración para conseguir que las toallas se conviertan en metal. Perteneció al grupo de los 10 de Robert para salvar a Inumaru. Luego se une a Ueki. Su segundo nivel es el Super Magnetismo.
Robert Hayden (ロベルト・ハイドン?)
Tiene el "Poder de convertir los ideales en realidad". De pequeño fue un chico al que por tener poderes especiales todo el mundo le miró mal, y eso ha repercutido ahora. Es absorbido por un infernal que puede adquirir los poderes y apariencia de los que absorbe.
Rinko Gerard (鈴子･ジェラード Rinko Jerādo?)
Tiene el "Poder para convertir las cuentas en bombas"(En el anime cambian las semillas por cuentas). También perteneció a los 10 de Robert aunque se une a Ueki. Es una amante de los animales y los bichos raros.
Inumaru (犬丸?) o Wanko (ワンコ?)
Es quien le otorgó los poderes a Sano y a Mori. Es el candidato a Dios de Sano.
Tenko (テンコ?)
Es un bestia celestial que ayuda a Ueki en la lucha. Tiene diez ojos que se van iluminando cada vez que Ueki( o cualquier ser celestial cercana) consigue una estrella.
Hideyoshi Sōya (宗屋 ヒデヨシ Sōya Hideyoshi?)
Tiene el "Poder para convertir las voces en retratos". Se une al grupo poco antes de empezar la segunda ronda. 
Li Ho (リヒャルト Li Hou?)
De basa en las artes marciales para seguir los pasos de su padre adoptivo. En un episodio su candidato a Dios Supremo mencionó cual era su poder: el poder de convertir su pelo en una bastón que se alarga y acorta a voluntad. Decía que si unía su poder a sus artes marciales sería invencible, pero nunca lo usa. Su mayor técnica es conocida como "El rey de la caverna o gankutsuou" que usó en el capítulo 14 (capítulo 4 en el anime) contra Ueki, pero este le paró agarrándole los hombros.
Anon
Es un ser infernal con el poder de poseer (comerse) a sus enemigos y tomar su poder. Toma el cuerpo de Robert para competir y más adelante el de Dios.

## Los 10 de Robert
Los 10 de Robert es una organización creada por Robert Hayden, con el fin de que otros participantes del torneo luchen por el a causa de la condición de su poder, cambiar un año de vida por un ideal, Robert les prometía a sus componentes que una vez que el ganase el torneo destruiría este mundo y crearía uno nuevo en el que los componentes de esta organización serían los reyes. Esta organización está compuesta por diez miembros además de Robert cuando uno de estos miembros cae en combate se busca un sustituto para este. Además los componentes de la organización tienen por norma hacer todo lo necesario para ganar los combates aunque sea completamente injustos.
Tras el combate de Ueki y Robert la organización se desvaneció.
Todos los miembros que han estado en esta organización son:
Robert Haydn: Líder y fundador de la organización. Se conoce que es un celestial que llegó a conseguir las 10 estrellas. Robert creó esta organización para no tener que perder todos sus años de vida a consecuencia del segundo nivel de sus poder cambiar un año de su vida por un ideal. El poder concedido principalmente era manipular la gravedad gracias a unas burbujas.
Taro Myojin: De los más jóvenes de los miembros, este tiene la apariencia de un niño, aunque esté en primero de secundaria. Él fue el que reclutó a Kosuke Ueki después de que este venciera a otro miembro. Taro tiene una coletilla que no para de repetir "¿sabes?". Taro también es uno de los miembros más poderoso ya que es el único con dos poderes, el de convertir los silbidos en rayos láser y el de convertir los cromos en sierras circulares, esto es debido porque dos candidatos a dios se pusieron de acuerdo para tomarle como su representante. Nunca se vio el segundo nivel de ninguno de sus poderes. Es el último miembro que vence Ueki antes de dejar la mansión de los 10 de Robert.
Carl C Acho: El "comandante" de los 10 de Robert, conocido como Carpacho, tiene la principal función de traer nuevos miembros. Su poder es el de copiar el poder de otros usuarios, según el tiene todos los poderes del resto de miembros menos el de Robert, además esos poderes tiene 2 más. El de transformar los pensamientos del oponente en SMS y el de cambiar de posición con el oponente. Ueki lo venció en un torneo organizado por Robert.
Kageo Kuroki: También conocido como hombre sombra por su poder de convertir las sombras en hombres de barro. Este entró en los 10 de Robert porque a su equipo de baloncesto del cual él era capitán fue apalizado por el equipo que perdió el torneo para las clasificaciones, tras ello Kageo tumbó al equipo rival y el equipo de Kageo fue desclasificado por el uso de la violencia, tras ello Kageo cambió drásticamente. Kuroki fue expulsado de los 10 de Robert por no cumplir la regla de hacer todo lo necesario para ganar, quien se encargó de echarlo fue sombra blanca el mismo que lo introdujo en la organización. 
Kamui: kamui es más conocido por sombra blanca. Su poder consiste en transformar su sombra en un robot que se ha visto que tiene muchas funciones, además es capaz de regular el poder del propio robots. Fue vencido por Ueki por haber dejado inconsciente al Hombre sombra por la espalda. 
Rinko Jerard: Entró en la organización tras enamorarse de Robert por interesarse por ella sin importarle su dinero. Su poder es el de convertir la cuentas en bombas. cuando Ueki la salva abandona la organización para unirse a Kosuke.
Marco Maldini: Su poder es el de convertir los tomates en lava. Acabó fuera de la organización cuando fue vencido por Rinko y Ueki.
Ogro: No se sabe apenas nada de él, no se sabe ni su nombre real. su poder consiste en convertir el bambú en tijeras gigantes.Fue descalificado cuando fueron el y Peki a vencer a Ueki cuando estaba regenerándose, pero tardaron mucho y Ueki lo derribó con Ranma de un único golpe.
Peki Wolf: Aunque sea muy bajita y parezca una niña está en segundo de secundaria. Su poder es el de convertir los perdigones en meteoritos. Fue vencida por Ueki con machacador a la vez que Ogro con Ranma.
Don: Un chico muy musculoso y siempre sonriente. Tiene el poder de transformar los anillos en cohetes, los cohetes que crea pueden ser de distinta potencia.
Allexio Iliuliano: Él fue el primero que sospechó de Ueki de que era un traidor, de hecho no se fía de él en ningún momento. Su poder es el de convertir la arena en guadañas, con el casi mata a Ueki. Quedó fuera de combate cuando descubrió que Ueki realmente era un traidor y fue a matarlo, sin embargo Ueki salió victorioso gracias a que milagrosamente despertó sus 2 primeras estrellas y derribó a Allexio con Kurogane.
Yunn Pao: Aparece en la mansión Dogura. Su poder consiste que en el momento que entrecierra los ojos puede convertir la electricidad en azúcar y cuando los vuelve a abrir lo vuelve a su estado original. Este es vencido por Ueki en la primera ronda del torneo de Robert.
Kabara: También aparece por primera vez en la mansión Dogura. es un excelente cazador con el talento de disparar balas con las manos como si fuese un fusil, aunque su poder es el de convertir las capas en alas además de poder disparar las plumas de estas como si de cuchillas se tratase. Es vencido por Rinko en la tercera fase del torneo de Robert.
Seíichiro Sano: Se unió a los 10 de Robert para que su candidato a dios, Inumaru, no perdiese la vida por culpa de un parásito que le coloco Carpacho. Su poder trata de transformar las toallas en acero mientras aguanta la respiración, su segundo nivel trata de darle polaridad a los metales que transforma. Abandono la organización cuando Inumaru se sacrificó para darle un poder a Mori. 
Kosuke Ueki: Entró en la organización para desarmarla desde dentro, fue el que más miembro venció, le echaron de la organización cuando descubrieron sus intenciones. su poder consiste en transformar la basura en árboles y su segundo poder es exactamente lo contrario, transformar los árboles que ha creado en basura, además de sus poderes tiene las armas celestiales.

## Los celestiales
Son una raza proveniente del "cielo" físicamente esta raza no se diferencia en nada a los humanos, pero tienen cualidades que ellos no tienen tales como: 
Resistencia y fuerza física: Los celestiales tienen una resistencia sobre humana capaces de aguantar durisimos golpes o cientos de kilos durante días incluso durmiendo como nos demostró Ueki al hacer la prueba de acceso a los 10 de Robert.
Vidas más largas: Aunque no se vea en el anime pero se puede intuir que la vida de los celestiales es mucho más largas a la de los humanos 
Armas celestiales: Los celestiales tienen la peculiaridad de poder invocar unas armas.

## Armas celestiales
Las armas celestiales son 10 "herramientas" que poseen los celestiales de manera natural y van consiguiendo una a una a lo largo de su vida, este proceso se puede acelerar gracias a la ayuda de las bestias celestiales. Una raza casi extinta que puede acelerar el proceso de obtención de las armas celestiales, además puede adoptar la forma de un brazalete y por cada estrella que tenga su portador, se le van iluminando cada uno de sus ojos.
Las armas celestiales se clasifican por estrellas:
Kurogane (arma de una estrella): (黒金, cañón negro). Esta es la primera arma que consiguen los celestiales y es un cañón de gran tamaño que aparece en uno de los brazos del invocador. Tiene munición ilimitada y puede disparar varias balas seguidas. Se desconoce la fuerza y velocidad a la que van sus disparos, pero desde luego son muy potentes ya que de un único tiro fue capaz de llevarse a Allesian por delante atravesando un bosque entero y hacer un cráter en la ladera de una montaña.
Firmeza (arma de dos estrellas):. Es la única arma con finalidad defensiva. Sale del suelo un puño de unos 10 metros de altura bastante fuerte y resistente, tanto que es capaz de aguantar los impactos de kurogane y ranma.
Ranma (arma de tres estrellas): Una cuchilla inmensa de unos 10 o 15 metros aparece del brazo del portador. Según la serie se maneja igual que una espada normal y corriente.
Machacador (arma de cuatro estrella): Un cubo con cara emerge del suelo y da un mordisco.
Poste (arma de cinco estrellas): Un poste cuadrado aparece de la mano y a gran velocidad se alarga chocando con lo que encuentre en su camino. La fuerza de este es bastante fuerte, ya que es capaz de destrozar las balas de kurogane.
Raika (arma de seis estrellas): Posiblemente la más rápida de todas las armas. Unos patines aparecen alrededor de los pies, la velocidad que puedes alcanzar con esta arma no se dice pero desde suelo es increíblemente alta ya que desaparece a la vista.
Guliber (arma de siete estrellas): El suelo se ilumina formando una cuadrícula de rango desconocido, cada cuadrado es de unos 3X3 metros, cuando el celestial lo decida de uno de esos cuadrados se crea una celda hermética que se cierra en medio segundo.
Namihana (arma de ocho estrellas): Del brazo aparece un látigo de unos cincuenta centímetros de diámetro y unos 15 metros de largo. La fuerza  y resistencia de este es muy alta, ya que es capaz de romper a poste sin problema alguno.
Seiku (arma de nueve estrellas): Un par de alas emergen de la espalda y dan la cualidad de volar a altísima velocidad.
Satan (arma de diez estrellas): El espíritu se manifiesta en forma física y avanza en una única dirección a muy alta velocidad desintegrando/arrasando con todo lo que se tope en su camino.
Creación (arma de once estrellas): Arma solo disponible del Dios Supremo. Un arma sin forma definida que permite al portador crear cualquier cosa a su antojo.

## Media

### Anime

#### Listado de episodios
Capítulo 1 : Ueki Kousuke La Ley de la Justicia.
Capítulo 2 : La Ley del Comienzo de la Batalla.
Capítulo 3 : La Ley de los Zai.
Capítulo 4 : La ley de las artes marciales. Rihou!
Capítulo 5 : El Máximo Elegido. La Ley de Rober Hayden.
Capítulo 6 : La Ley del Adiós.
Capítulo 7 : La Ley de Kobayashi.
Capítulo 8 : ¡Justo y Limpio!. La Ley de Onimon.
Capítulo 9 : La Ley del Entrenamiento de Onimon.
Capítulo 10 : La Ley de la justicia que nunca llega.
Capítulo 11 : La Ley de los 10 de Rober.
Capítulo 12 : La Ley de los Habitantes del Cielo.
Capítulo 13 : La Ley de la Bestia Divina.
Capítulo 14 : La Ley del Entrenamiento de Tenko.
Capítulo 15 : La Ley de Rinko.
Capítulo 16 : La Ley de Neo.
Capítulo 17 : La Ley de los dos poderes.
Capítulo 18 : La Ley de la mansión Dogura.
Capítulo 19 : La Ley del baile cosaco.
Capítulo 20 : La Ley del Gato y el Ratón.
Capítulo 21 : La Ley de Sano.
Capítulo 22 : La Ley de Inumaru.
Capítulo 23 : La Ley de Ueki vs Los 10.
Capítulo 24 : La Ley del Pequeño Rober.
Capítulo 25 : ¡Renacimiento!, La Ley de Kobayashi.
Capítulo 26 : ¡Terror! La Ley de Anon.
Capítulo 27 : La Ley de Hideyoshi.
Capítulo 28 : La Ley de La Casa del Sol.
Capítulo 29 : ¡No Mueras! La Ley de Tenko.
Capítulo 30 : La Ley de La Segunda Batalla.
Capítulo 31 : La Ley del Máximo Equipo.
Capítulo 32 : La Ley de la Verdadera Fuerza.
Capítulo 33 : La Ley de Ueki vs Li Ho.
Capítulo 34 : La Ley del Equipo Marylin.
Capítulo 35 : La Ley del "Me has engañado".
Capítulo 36 : La Ley de la Prueba de Amistad.
Capítulo 37 : La Ley de los puntos débiles de los tesoros sagrados.
Capítulo 38 : La Ley del despertar de Sano.
Capítulo 39 : La Ley del Corazón Cerrado.
Capítulo 40 : La Ley del Maravilloso Amor.
Capítulo 41 : La Ley de lo Verdadero y lo Falso.
Capítulo 42 : La Ley del Equipo Ballow.
Capítulo 43 : La ley de la pose cursi.
Capítulo 44 : La Ley de Ueki Nivel 2.
Capítulo 45 : La Ley de los Ataques del Pasado.
Capítulo 46 : La Ley de Dios, una chica y el futuro.
Capítulo 47 : La Ley de Anon que se ha convertido en Dios.
Capítulo 48 : La Ley de la Cuarta ronda.
Capítulo 49 : La Ley de las 10 Estrellas.
Capítulo 50 : La Ley de Ueki vs Anon.
Capítulo 51 : La Ley del Talento Vacío.Final

### Música

#### Temas de apertura
- Falco por Hitomi Shimatani (Episodios 1-32)
- No Regret por Kumi Koda (Episodios 33-51)

#### Temas de cierre
- Kokoro no Wakusei ~Little Planets~ por Aiko Kayo (Episodios 1-15) Ver
- Earthship ~Uchuusen Chikyuu Gou~ por SweetS (Episodios 16-32) Ver
- Kono machi de wa dare mo ga mina jibun igai no nani ka ni naritagaru por The Ivory Brothers (Episodios 33-42) Ver
- Bokutachi ni Aru Mono por Romi Paku (Episodios 43-50) Ver
- True Blue by Hitomi Shimatani (Episodio 51)